# Gais 1925/1926
Fotbollsklubben Gais spelade säsongen 1925/1926 i allsvenskan, där man slutade på andra plats i en jämn serietopp. Svenska mästerskapet lades ner efter 1925 års turnering, så inget cupspel genomfördes detta år.

## Allsvenskan
Till säsongen hade den moderna offsideregeln införts, och Gais hade inledningsvis problem med denna då laget mer förlitade sig på teknik och snabbhet än på taktiskt positionsspel. Höstens spel var således svagt från klubben.
Vårsäsongen inledde man emellertid lysande, med tre segrar och 16–2 i målskillnad. En snöplig bortaförlust mot bottenlaget IFK Uddevalla ledde till att Gais blev avhängt i guldjakten, och man slutade till sist tvåa i en mycket jämn toppstrid, en poäng efter segrarna Örgryte IS, en poäng före trean IFK Göteborg och två poäng före fyran Hälsingborgs IF.

### Tabell
| Nr | Lag               | S  | V  | O | F  | GM | IM | MS  | P  |
| -- | ----------------- | -- | -- | - | -- | -- | -- | --- | -- |
| 1  | Örgryte IS        | 22 | 15 | 5 | 2  | 75 | 33 | +42 | 35 |
| 2  | Gais              | 22 | 16 | 2 | 4  | 67 | 20 | +47 | 34 |
| 3  | IFK Göteborg      | 22 | 13 | 7 | 2  | 65 | 27 | +38 | 33 |
| 4  | Hälsingborgs IF   | 22 | 15 | 2 | 5  | 75 | 36 | +39 | 32 |
| 5  | AIK               | 22 | 7  | 7 | 8  | 45 | 50 | −5  | 21 |
| 6  | IFK Norrköping    | 22 | 9  | 2 | 11 | 47 | 57 | −10 | 20 |
| 7  | Landskrona BoIS   | 22 | 7  | 4 | 11 | 56 | 67 | −11 | 18 |
| 8  | IK Sleipner       | 22 | 8  | 2 | 12 | 40 | 52 | −12 | 18 |
| 9  | IFK Eskilstuna    | 22 | 6  | 5 | 11 | 40 | 63 | −23 | 17 |
| 10 | IFK Uddevalla (U) | 22 | 4  | 8 | 10 | 31 | 49 | −18 | 16 |
| 11 | IFK Malmö         | 22 | 4  | 6 | 12 | 30 | 66 | −36 | 14 |
| 12 | IK City (U)       | 22 | 1  | 4 | 17 | 32 | 83 | −51 | 6  |

### Seriematcher
| Motståndare     | Hemma | Borta |
| --------------- | ----- | ----- |
| Örgryte IS      | 2–2   | 2–4   |
| IFK Göteborg    | 1–0   | 1–1   |
| Hälsingborgs IF | 5–0   | 0–2   |
| AIK             | 6–0   | 1–3   |
| IFK Norrköping  | 1–0   | 5–1   |
| Landskrona BoIS | 4–0   | 1–0   |
| IK Sleipner     | 3–2   | 6–0   |
| IFK Eskilstuna  | 4–1   | 3–0   |
| IFK Uddevalla   | 1–0   | 1–2   |
| IFK Malmö       | 5–1   | 4–0   |
| IK City         | 5–1   | 6–0   |

### Spelarstatistik

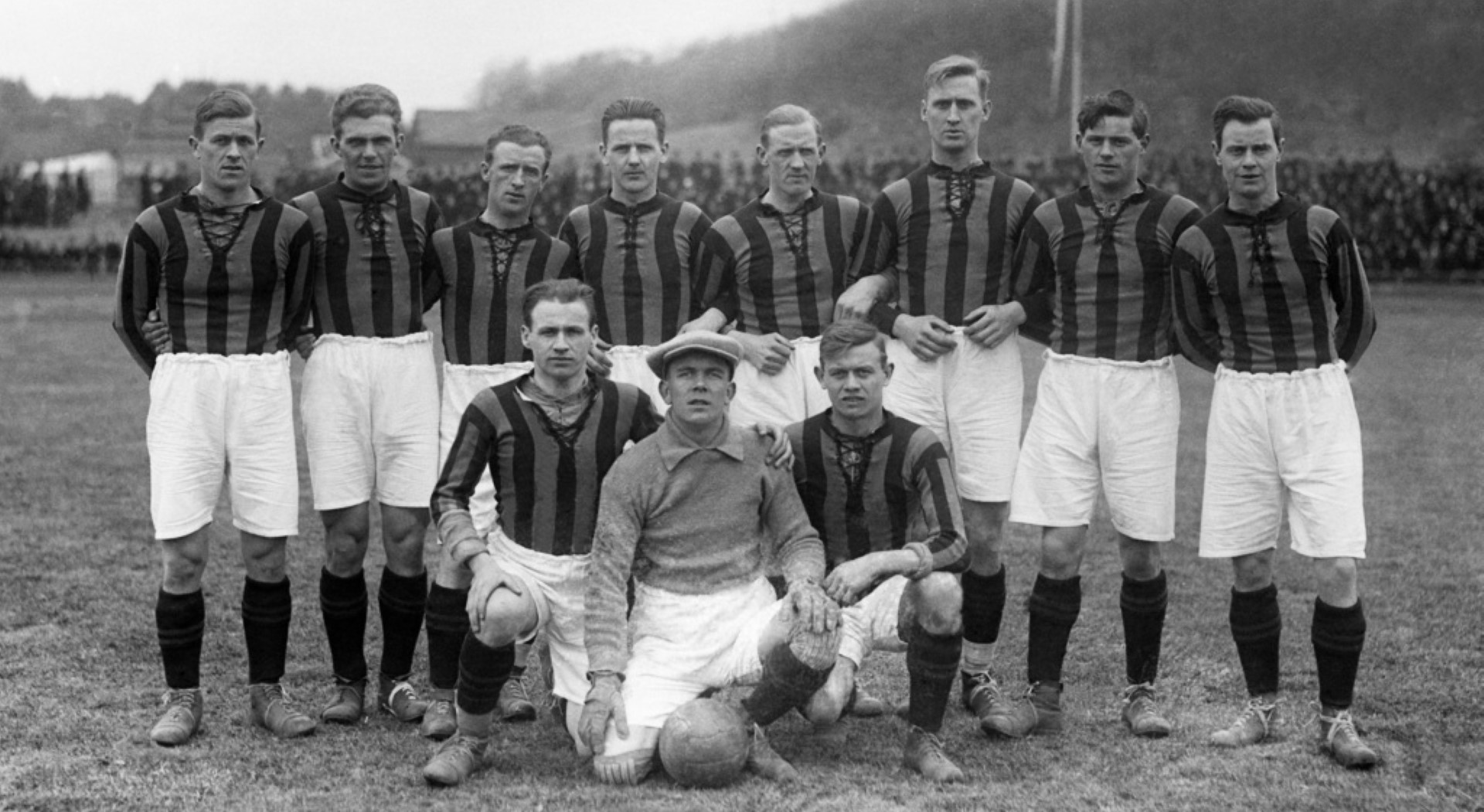
Gais inför en match mot IFK Göteborg i Triangelserien våren 1926. Stående från vänster: Bror Carlsson, Rune Wenzel, Gunnar Paulsson, Gustaf Gustafsson, Gunnar Holmberg, Erik "Snejsarn" Johansson, Bror Pettersson, Thorsten Svensson. Knästående från vänster: Herbert Lundgren, Manfred Johnsson, Gunnar Zacharoff.

| Namn                    | Matcher | Mål |
| ----------------------- | ------- | --- |
| Thorsten Svensson       | 22      | 7   |
| Rune Wenzel             | 22      | 3   |
| Erik Johansson          | 22      | 1   |
| Gustaf Gustafsson       | 22      |     |
| Herbert Lundgren        | 22      |     |
| Gunnar Holmberg         | 21      | 1   |
| Manfred Johnsson (mv)   | 20      |     |
| Albert Olsson           | 19      | 18  |
| Gunnar Paulsson         | 19      | 8   |
| Gunnar Zacharoff        | 15      |     |
| Bror Carlsson           | 13      | 17  |
| Bror Pettersson         | 12      | 6   |
| Fritjof Hillén          | 6       |     |
| Arvid Björk             | 3       | 5   |
| Erling Fredriksson (mv) | 2       |     |
| Harry Börjesson         | 1       |     |
| Frank Eriksson          | 1       |     |